# Loretta Ortiz Ahlf
Loretta Ortiz Ahlf (Ciudad de México, 24 de febrero de 1955) es una jurista, académica,  profesora, escritora y expolítica mexicana. Es ministra de la Suprema Corte de Justicia de la Nación desde el 12 de diciembre de 2021, propuesta por el presidente Andrés Manuel López Obrador.
De 2012 a 2015 se desempeñó como diputada federal. En 2018 renunció a su militancia en Morena, como señal de imparcialidad en sus tomas de decisiones en el Poder Judicial de la Federación.

## Estudios y vida académica
Loretta Ortiz es licenciada en Derecho egresada de la Escuela Libre de Derecho, tiene una maestría en Derechos Humanos por la Universidad Iberoamericana y un doctorado en Derechos Humanos y Derecho Comunitario Europeo por la Universidad Nacional de Educación a Distancia de España. 
Es docente de asignaturas relativas al derecho, derechos humanos y derecho internacional en la Escuela Libre de Derecho y en la Universidad Iberoamericana, en la que además fue coordinadora del subsistema de Derecho Internacional Público de 1987 a 1989 y directora del departamento de Derecho de la misma de 1998 a 2007. Desde 1985 es miembro de la Barra Mexicana de Abogados. Fue profesora en el curso de la Academia de Derecho Internacional de La Haya en la sesión 2012, Derechos Humanos de los Indocumentados.

## Actividad política
A 200 años de la existencia de la Suprema Corte de Justicia de la Nación, en el año 2022, cuatro mujeres han ocupado el cargo por designación en el pleno; entre ellas Loretta.
De 1986 a 1987 fue investigadora del consultor jurídico de la secretaría de Relaciones Exteriores, de 1990 a 1993 fue asesora en la dirección general adjunta del Banco de México y de 1993 a 1998 directora jurídica del Consejo Nacional para la Cultura y las Artes (CONACULTA).
En 2012 fue electa diputada federal a la LXII Legislatura que culminó en 2015, inicialmente fue electa en la lista de candidatos plurinominales por el Partido del Trabajo, sin embargo fue miembro fundador del Movimiento Regeneración Nacional (MORENA).
En la LXII Legislatura fue secretaria de la comisión de Derechos Humanos y de la de Relaciones Exteriores; así como integrante de la comisión de Asuntos Migratorios y del Centro de Estudios de Derecho e Investigaciones Parlamentarias.
En 2018 el presidente electo, Andrés Manuel López Obrador, la designó como coordinadora de los foros de pacificación que se organizarían en diversas partes del país, recibiendo numerosas críticas por dicha organización, y haber asegurado la participación del papa Francisco en dicho proceso.
El 6 de diciembre del mismo año, el presidente anunció que la presentaría al Senado como parte de la terna para elección de un ministro de la Suprema Corte de Justicia de la Nación, junto con Celia Maya García y Juan Luis González Alcántara Carrancá. El 17 de diciembre anunció su renuncia a la militancia en Morena como signo de imparcialidad como aspirante a la Suprema Corte de Justicia.
En 2021 fue incluida nuevamente en una terna para reemplazar al ministro José Fernando Franco González-Salas, junto a Bernardo Bátiz y Verónica de Gyvés. Fue electa por el Senado de México el 23 de noviembre de 2021, iniciando su periodo el 12 de diciembre. Con ello, Ortiz se convertirá en la cuarta ministra en funciones en el máximo tribunal mexicano, junto con Yasmín Esquivel Mossa, Norma Lucía Piña y Margarita Ríos Farjat.